# 1400-ті
Пізнє Середньовіччя •  Реконкіста  •  Західна схизма  •   Роки завоювань Тамерлана.

## Події
Упродовж усього десятиліття продовжувався розкол католицької церкви, що отримав назву Західна схизма — було водночас два папи римські, один у Римі (Боніфацій IX, Іннокентій VII, Григорій XII), інший — у Авіньйоні (Бенедикт XIII). 1409 року на соборі в Пізі, невизнаному пізніше,  обрано навіть третього папу Олександра V. 
Між Францією та Англією тривала серія кофліктів, яку пізніше назвали  Столітньою війною, однак упродовж цього десятиліття встановилося перемир'я, а в 1407 році у Франції почалася війна Війна арманьяків і бургіньйонів.
Титул римського короля, змінивши у 1400 році Вацлава IV, упродовж десятиліття зберігав за собою Рупрехт з родини Віттельсбахів. 1401 року Рупрехт здійснив похід в Італію з метою коронації, але похід завершився поразкою від міланського герцога Джана Галеаццо Вісконті. Після цієї поразки Рупрехт втратив авторитет і не зумів знову зібрати сили.
У 1409-му почалася війна між Тевтонським орденом та польсько-литовською державою, яка отримала назву Великої війни.
У 1400-1404 роках Тимур здійснив похід до Малої Азії та Єгипту, розгромивши війська османського султана Баязида I. Повернувшись до Самарканду, Тимур 1405 року розпочав новий похід на Китай, але помер на самому його початку. Державу Тимуридів успадкував його син Шахрух Мірза. З полоном і смертю Баязида I в Османській імперії почався період нестабільності.
У 1402 році ваном Піднебесної став Чжу Ді з династії Мін. Наступного року він переніс столицю з Нанкіна до Пекіна, почав будувати потужний флот, звелів написати «Енциклопедію Юнле» — зібрання всіх тодішних знань китайських вчених. У 1405 році імператор послав у море експедицію на чолі з Чжен Хе. У 1406 році Китай підкорив собі В'єтнам. У Пекіні почалося спорудження Забороненого міста.

## Монархи
- Королем Леону й Кастилії до 1406 року був Енріке III. З 1406 року правив Хуан II (король Кастилії).
- Королем Арагону був Мартин I (до 1410).
- Османським султаном до 1403 року був Баязід I, але 1402 року він потрапив у полон до Тимура, де й загинув. Після його смерті почалася боротьба за трон між його синами, що тривала до 1413 року.
- Королем Польщі був Владислав II Ягайло.
- Королем Угорщини був Сигізмунд Люксембург.
- Королем Англії був Генріх IV

## Народились
- 1401, Микола Кузанський - німецький теолог та філософ
- 1403, Карл VII Звитяжний - король Франції
- 1405, Костянтин ХІ - останній візантійський імператор
- 1406, Григорій Сяноцький - львівський архієпископ
- 1409, Богдан II - молдовський господар
- 1409, Карл VIII Кнутсон - король Швеції та Норвегії

## Померли
- 1400, Річард II - англійський король, останній з династій Плантагенетів
- 1400, Джеффрі Чосер - англійський поет, астроном, державний діяч
- після 1401, Іван Ольгимонтович Гольшанський - київський князь
- 1404, Боніфацій IX - папа Римський
- 1405, Тимур - середньоазійський правитель та полководець
- 1406, Тохтамиш - хан Золотої Орди